# Manhattanhenge

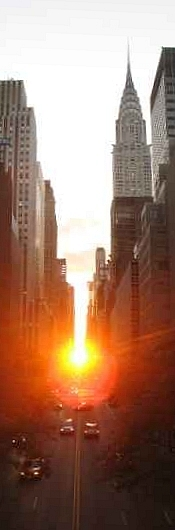
Západ slunce na 42. ulici ve 20.23 hod. 13. července 2006

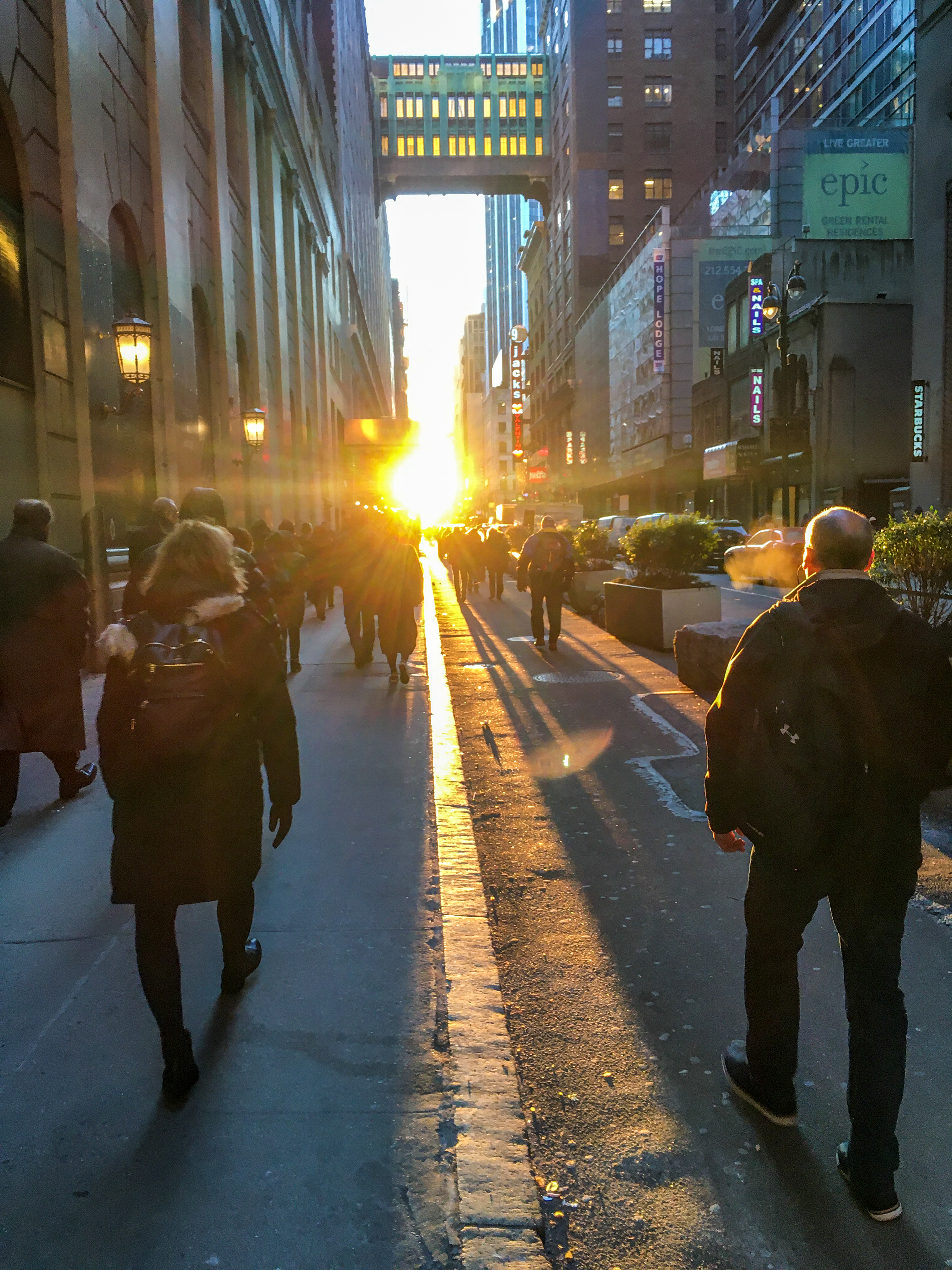
Východ slunce na Západní 32. ulici

Manhattanhenge, nazývaný také Manhattanský slunovrat, je událost, během níž je zapadající nebo vycházející slunce v přímce s ulicemi ve východo-západním směru hlavního rastru ulic newyorského Manhattanu. K tomuto jevu dochází dvakrát ročně, v termínech rovnoměrně rozmístěných kolem letního a zimního slunovratu. K západům slunce dochází kolem 28. května a 13. července, k východům slunce kolem 5. prosince a 8. ledna. Vynikajícími místy pro pozorování Manhattanhenge jsou 14., 23., 34., 42. a 57. ulice.

## Vysvětlení a podrobnosti
Termín Manhattanhenge vytvořil Neil deGrasse Tyson, rodák z New Yorku, astrofyzik a ředitel planetária v Americkém přírodovědném muzeu. Jde o odkaz na prehistorický komplex menhirů a kamenných kruhů Stonehenge, který se nachází na Salisburské pláni nedaleko městečka Salisbury v Anglii. Tento monument byl zkonstruován tak, aby vycházející slunce bylo při pohledu ze středu památníku v době letního slunovratu v jedné linii s tzv. „Patním kamenem“, který stojí mimo kruh. V rozhovoru Tyson uvedl, že ho k tomuto jménu inspirovala návštěva Stonehenge v dětství při expedici vedené astronomem Geraldem Hawkinsem, který roku 1965 přišel jako první s myšlenkou, že Stonehenge sloužilo jako starověká astronomická observatoř používaná k předpovídání pohybů Slunce a hvězd.
V souladu s Plánem komisařů z roku 1811 je směr uličního rastru na většině Manhattanu pootočen o 29⁰ ve směru hodinových ručiček od skutečné východozápadní linie.  Je-li tedy azimut západu slunce 299⁰ (tj. pootočen od západního směru o 29⁰ k severu), jsou paprsky zapadajícího slunce rovnoběžné s pravidelnou uliční sítí. Rastr ulic podle zmíněného plánu zabírá území severně od Houston Street na Dolním Manhattanu až po 155. ulici na Horním Manhattanu. Dívají-li se chodci v ose ulic na západ směrem k New Jersey, vidí plný sluneční disk mírně nad obzorem a mezi obrysy budov. Datové posuny jsou způsobeny časem západu slunce, kdy poslední část slunce právě zmizí pod obzorem.
Přesná data Manhattanhenge závisí na datu letního slunovratu, který se rok od roku liší, ale stále se blíží 21. červnu. V roce 2014 došlo k Manhattanhenge 30. května ve 20:18 a 11. července v 20:24.  Událost v posledních letech přitahuje stále větší pozornost.

## Související jevy v jiných městech
Stejný jev se odehrává i v jiných městech s rovnoběžnou uliční sítí a ničím nerušeným výhledem na horizont. Pokud by ulice vedly přísně severojižním a východozápadním směrem, pak by se „srovnaly“ s východem i západem slunce ve dnech jarní a podzimní rovnodennosti (jež se vyskytují kolem 20. března a 23. září). Například v Baltimoru se východ slunce vyrovnává se sítí ulic 25. března a 18. září a západ slunce 12. března a 29. září. V Chicagu se zapadající slunce dostává do přímky s rastrem ulic 20. března a 25. září. Tento fenomén se zde nazývá Chicagohenge.
V kanadském Torontu se zapadající slunce srovnává s ulicemi ve východozápadním směru 16. února a 25. října a tento úkaz je nyní místně znám jako Torontohenge. Montrealský Montrealhenge se každoročně opakuje kolem 12. června.
Když architekti navrhující centrum města Milton Keynes ve Velké Británii zjistili, že směr jeho hlavní ulice je téměř totožný s paprsky slunce při jeho východu na svátek křesťanského světce Jana Křtitele, který spadá na 24. června, a západem slunce na den zimního slunovratu, tedy 21. prosince, konzultovali s Královskou greenwichskou observatoří, aby získali přesný úhel požadovaný v jejich zeměpisné šířce, a přesvědčili své inženýry, aby pootočili uliční síť o několik stupňů.

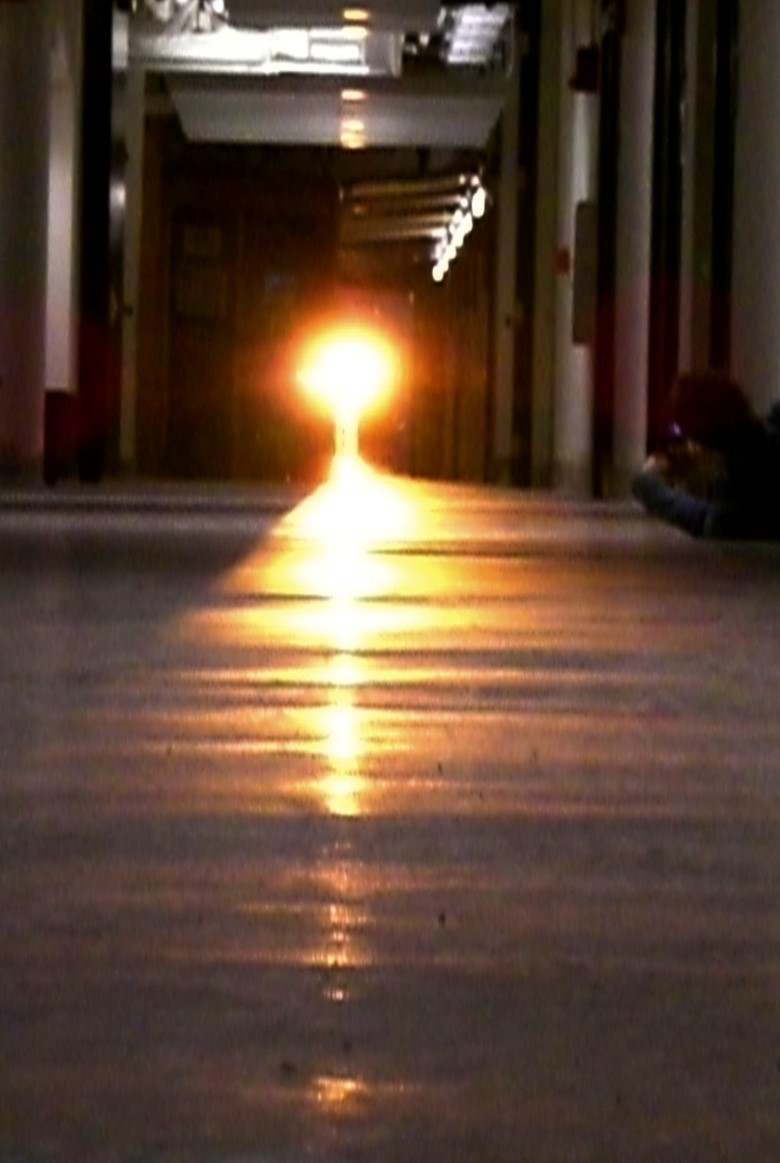
MIThenge, listopad 2006

V Cambridgi v Massachusetts, která je částí Bostonu, a kde se nacházejí dvě slavné vysoké školy – Harvardova univerzita a Massachusettský technologický institut (MIT) – se takzvaný MIThenge vyskytuje přibližně kolem 29. ledna a 12. listopadu, kdy lze po celé délce 251 m dlouhé chodby, která prochází pěti budovami Massachusettského technologického institutu a jíž se přezdívá „Nekonečná chodba“, vidět zapadající slunce.